# Вернер, Альфред
А́льфред Ве́рнер (нем. Alfred Werner) (12 декабря 1866, Мюлуз — 15 ноября 1919, Цюрих) — швейцарский химик, создатель координационной теории, которая легла в основу химии комплексных соединений, лауреат Нобелевской премии по химии (1913).

## Биография

### Детство и юность
Альфред Вернер родился в г. Мюлузе во французском Эльзасе. Он был четвёртым и младшим ребёнком в зажиточной католической семье. Отец Альфреда — Жан-Адам Вернер — много лет работал слесарем, затем стал токарем, а позже занялся животноводством, купив собственную ферму. В семье Вернеров ценились бережливость и расчётливость.
В 1871 году после поражения Франции во Франко-прусской войне Эльзас стал частью Германии, проводилась активная политика германизации населения. Многие французы эмигрировали во Францию. Несмотря на это родители маленького Альфреда остались в Мюлузе и продолжали говорить по-французски.
В возрасте шести лет Альфред пошёл в школу, где проявились его удивительные способности. Однако из-за неусидчивости и необыкновенной самоуверенности оценки мальчика были ниже среднего, хотя, по словам учителя, он мог бы стать первым учеником, если бы только захотел.
Окончив начальную школу, Альфред в 1878 году поступил в Техническое училище, где, учась с увлечением и незаурядным трудолюбием, стал одним из лучших учеников. Именно в это время Вернер увлёкся химией. Он стал проводить химические опыты дома и однажды устроил взрыв, разрушивший часть дома Вернеров, после чего перенёс свою лабораторию в сарай за домом. Отец Вернера, несмотря на недовольство увлечением сына, не препятствовал ему, но денег на карманные расходы не давал, и Альфред подрабатывал, чтобы покупать реактивы и химическую посуду.
Когда Вернеру было восемнадцать лет, он написал своё первое научное сочинение, называвшееся «Сообщение о мочевой кислоте и о рядах теобромина, кофеина и их производных», где выдвинул довольно смелые гипотезы о структуре теобромина и кофеина. Хотя гипотезы не подтверждались экспериментами, Вернер удостоился похвалы директора химической школы в Мюлузе профессора Эмилио Нелтинга, что ещё больше вдохновило его заниматься любимой наукой.
В октябре 1885 года Вернер был призван в прусскую армию и в течение года проходил военную службу в Карлсруэ в качестве «одногодичного вольноопределяющегося». Свободное от службы время Вернер посвящал прослушиванию лекций по органической химии в Высшей технической школе, а также посещал музыкальные и литературные вечера и студенческие вечеринки. По окончании военной службы Вернер незамедлительно покинул Карлсруэ.

### Студенческие годы
После прохождения воинской службы Вернер не вернулся на родину и для продолжения образования вместо Высшей химической школы в Мюлузе выбрал Технологический институт в Цюрихе. С осени 1886 года и до конца жизни Вернер проживал в этом городе.
На вступительных экзаменах Альфред получил хорошие оценки по всем предметам, кроме математики, к которой никогда не проявлял склонности, и стал студентом. В то время в институте преподавали такие известные химики, как А. Ганч, Г. Лунге, Г. Гольдшмидт. Вернер учился с большой охотой, получая высшие оценки по большинству предметов, среди которых были не только химические специальности, но и физика, минералогия, металлургия. Среди увлечений Вернера в то время были изучение итальянского языка, философия, дарвинизм.
Учась на последнем из четырёх курсов, Вернер выбрал в качестве специальности органическую химию, которая в те годы развивалась особенно интенсивно. В начале 1889 года он закончил дипломную работу, в которой описал изобретённые им методики получения некоторых органических и неорганических соединений, в том числе сероуглерода, фенилгидразина, флуоресцеина. Эта работа заслужила высокую оценку профессоров института.

### Начало научной карьеры
После окончания института Вернер остался в лаборатории Г. Лунге в качестве внештатного сотрудника, несмотря на то, что это лишало его возможности заработка. Одновременно он начал работу над докторской диссертацией под руководством Артура Ганча, самого любимого из своих преподавателей. Этот учёный был известен не только как талантливый исследователь и педагог, но и вдумчивый и внимательный научный руководитель. Вскоре темпераментный Вернер и сдержанный Ганч стали друзьями. С 1893 года, после переезда Ганча в Вюрцбург, они продолжали регулярное общение по переписке и встречались то в Цюрихе, то в Вюрцбурге.
Защита диссертации состоялась осенью 1890 года. Учёная степень доктора философии была присуждена Вернеру «с особым признанием замечательных успехов».
В конце 1891 года Вернер закончил работу под названием «К теории сродства и валентности». А. Ганч высоко оценил работу своего ученика, но популярности она не получила, хотя Вернер ожидал скандала и нападок в научном сообществе — так смелы были его идеи о строении молекул.
Период с осени 1891 года по весну 1892 года Вернер провёл во Франции, по собственному желанию работая в лаборатории Марселена Бертло в Коллеж де Франс. Несмотря на существенные различия в научных взглядах, Вернер и Бертло нашли общий язык. В Париже Вернер провёл первое исследование по неорганической химии — «Об основном нитрате кальция» с использованием сложных термохимических методов, а также прочёл и опубликовал доклад «Стереохимия азота».
В январе 1892 года Вернер получил звание приват-доцента Политехнического института в Цюрихе и за полтора года прочёл студентам четыре курса лекций.
Первая статья Вернера по координационной теории была написана в декабре 1892 года, а в период с 1893 по 1900 год в ведущих европейских химических журналах было опубликовано около 40 статей под общим названием «О строении неорганических соединений».

### Профессор Химического института в Цюрихе
Работы Вернера вызвали большой интерес и оживлённые дискуссии в химическом сообществе. В 1893 году его кандидатура была предложена на место профессора и заведующего отделением в Химическом институте Высшей школы в Цюрихе. Летом этого года Вернер выступил в Цюрихском обществе естествоиспытателей с докладом на тему «Об образовании неорганических соединений», после чего комиссия, представлявшая Химический институт, единодушно выбрала Вернера. Он занял должность экстраординарного (а уже с 1895 года — ординарного) профессора органической химии.
С этого момента у Вернера появились ученики и последователи, занимавшиеся под его руководством. Обычно он руководил одновременно 20-30 докторантами, которых внимательно отбирал себе сам.
В октябре 1894 года Вернер женился на Эмме Вильгельмине Гискер, а спустя три недели получил швейцарское гражданство как лицо «безупречной репутации». В семье Вернеров родилось двое детей — сын Альфред Альберт Юлиус (1897) и дочь Иоганна Эмма Шарлотта (1902).
В 1897 году Вернер получил предложение занять профессорскую кафедру в Берне, и Цюрихская высшая школа увеличила ему оклад почти в два раза, чтобы он остался на своей должности. В 1899 году аналогичное предложение пришло из Вены. На него Вернер был готов согласиться, поскольку его химическая лаборатория в Цюрихе была мала и плохо оборудована в течение многих лет. Тогда руководство Высшей школы мгновенно приняло решение освободить помещение, занимаемое средней химической школой, и отдать его лаборатории Вернера. Бюджет лаборатории был увеличен, закупили новые приборы и оборудование.

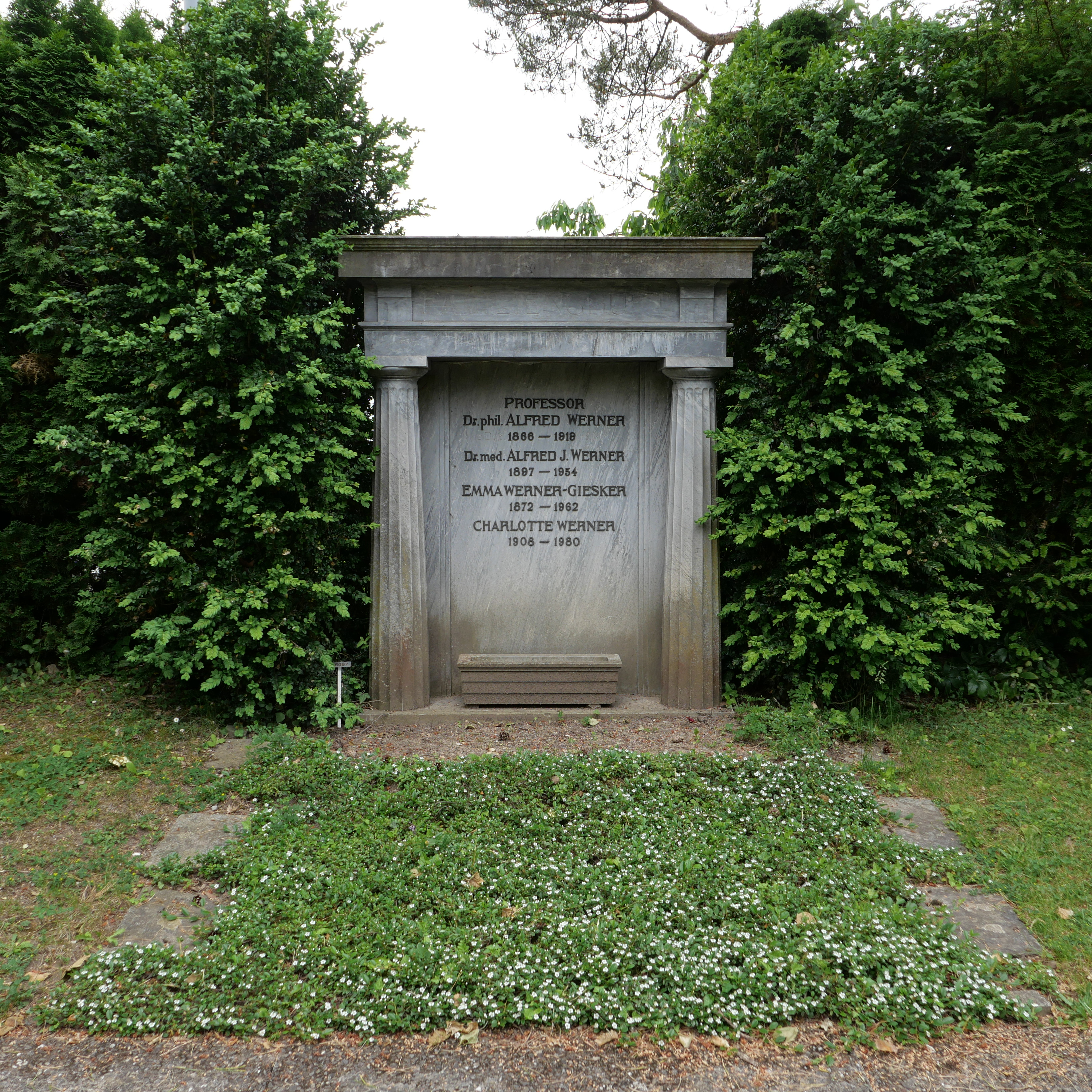
Могила Вернера, его жены Эммы Вернер-Гискер (1872–1862) и их детей Альфреда Дж. (1897–1954) и Шарлотты (1908–1980) на кладбище Рехальп в Цюрихе.

В 1909 году было завершено строительство нового здания Химического института, куда лаборатория Вернера торжественно переехала в конце февраля. В этом же году Вернер стал директором всего Химического института.
12 ноября 1913 года стало известно о присуждении Вернеру Нобелевской премии по химии «в знак признания его работ о природе атомов в молекулах». Он стал первым и на сегодня единственным швейцарским химиком, которому присуждалась эта награда, и вторым из четырёх швейцарских её лауреатов.

### Болезнь и смерть
Вскоре после получения Нобелевской премии Вернеру поставили диагноз «общий атеросклероз». Начиная с летней сессии 1915 года из-за плохого самочувствия ему регулярно приходилось расставаться со студенческой аудиторией и со своими сотрудниками. Наконец после мучительной, но безуспешной борьбы с болезнью он подал в отставку и спустя ровно месяц после её официального принятия, 15 ноября 1919 года, скончался.

## Научная работа

### Ранние работы
Диссертация Вернера под руководством А. Р. Ганча была посвящена стереохимии азотсодержащих органических соединений. В частности, Вернер установил структуру азотсодержащих оксимов и азобензола, изучал строение четвертичных аминов.
Первая публикация Вернера появилась в 1890 году в соавторстве с Ганчем и называлась «О пространственном расположении атомов в азотсодержащих молекулах». Эта работа была теоретической частью его докторской диссертации.
В работе над диссертацией Вернер впервые высказал идею, что «три валентности атома азота в некоторых соединениях направлены к углам тетраэдра, четвёртый угол которого занимает сам атом азота». После защиты диссертации, продолжая работы по органической химии, предложил теорию стереоизомерии соединений, содержащих двойную связь C=N, объяснявшую существование двух изомерных монооксимов.
Позже Ганч признавал, что Вернер первым сформулировал основные представления о стереохимии соединений азота.

### Координационная теория
Началом работы Вернера над координационной теорией была теоретическая часть его исследования производных бензгидроксамовой кислоты, которая носила название «К теории сродства и валентности» (1891). Здесь Вернер сформулировал оригинальные идеи о химическом сродстве, полагая, что «сродство есть сила притяжения, действующая из центра атома равномерно ко всем частям его шарообразной поверхности». Кстати, атомы «для простоты» принимались шарообразными. При образовании химической связи атом расходует часть своего сродства, которая соответствует некоторому участку на его поверхности.
В 1893 году в немецком «Журнале неорганической химии» появилась статья на 63 страницах «Строение неорганических соединений», в которой Вернер изложил основные положения своей координационной теории, которые можно суммировать следующим образом:
- Введены понятия комплексообразователя (центрального атома) и окружающих его лигандов;
- Описано понятие координационного числа, которое определяется пространственными соотношениями между центральным атомом, и координационной ёмкости лигандов;
- Расшифрована природа связей центрального атома с лигандами внутренней и внешней сферы (неионогенная и ионогенная);
- На основании этого разработан вопрос о реакционной способности атомов и групп, находящихся во внешней сфере;
- Дана рациональная классификация огромного количества комплексных соединений;
- Предложена теория пространственного строения комплексов;
- Позже введены понятия первичной и вторичной валентности и описано различие между ними.

В значительной степени Вернеру помогла теория электролитической диссоциации Аррениуса, с помощью которой удалось объяснить подвижность и реакционноспособность лигандов внешней сферы и стабильность лигандов внутренней. Также Вернер активно пользовался стереохимическим учением Я. Х. Вант-Гоффа и Ж. А. Ле Беля.
Сотрудникам лаборатории Вернера удалось за достаточно короткий срок экспериментально обосновать различные аспекты комплексной теории. К 1911 году лабораторией Вернера осуществлён направленный синтез более чем 40 новых оптически активных координационных соединений. Вернер проделал огромную работу по изучению комплексов с координационными числами центральных атомов 4 и 6, по оптической изомерии одно- и многоядерных комплексов.
В 1905 году в Германии была издана книга «Новые воззрения в области неорганической химии», в которой Вернер систематизировал все свои работы по координационной теории.
Координационная теория Вернера принадлежит к числу глубоких научных обобщений, её основные постулаты выдержали проверку временем. Представления Вернера получили широкое приложение в различных областях химии.

### Теория кислот и оснований
В 1907 году в ходе исследования кислотно-основных равновесий комплексных соединений на основании экспериментальной базы Вернер сформулировал свою теорию кислот. По его представлениям, свойствами кислот обладают две группы веществ. Первая группа — «аквакислоты», которые в водном растворе отщепляют катион водорода. Вторая — «ангидрокислоты», не содержащие водорода, но способные в водном растворе гидратироваться и превращаться в аквакислоты. Механизм гидратации следующий: ангидроксокислоты присоединяют из водной среды гидроксильные анионы, и в растворе накапливаются катионы водорода до некоторой предельной концентрации. Основаниями же, по Вернеру, являются такие вещества, которые способны присоединять катионы водорода.
Развитие теории кислот и оснований по Вернеру принадлежит В. Косселю. Позже Брёнстед использовал воззрения Вернера для создания своей теории кислот и оснований.

## Личные качества
Вернер запомнился современникам как широкоплечий, плотного сложения человек с суровыми, подчас мрачными чертами лица, но с удивительно привлекательной улыбкой в момент радости. Темперамент Вернера был импульсивный, шумный, оживлённый, движения резкие. Этот человек в любой компании становился центром внимания. Любое понравившееся дело он делал с необыкновенным воодушевлением. Любил табак и алкоголь.
Вместе с этим учёный отличался необыкновенной педантичностью. Он появлялся в лаборатории всегда в один и тот же час, медленно обходил все рабочие столы. Он не выносил безделья и очень раздражался, когда видел беспорядок на столе студента или праздно проводящего время сотрудника лаборатории. Как учёный, Вернер был поразительно работоспособен. В институт он приходил раньше всех, уходил позже всех, не признавал выходных и праздников. Обычно руководил одновременно 20-30 докторантами.
Студенты вспоминали Вернера как блестящего оратора, ясно и логично излагающего мысли, постоянно внушающего им, что основой любых научных достижений является труд. Каждый год он вносил в свои лекции значительные изменения. Как экзаменатор Вернер имел несколько другую славу: как очень придирчивый экзаменатор, не скупящийся на каверзные вопросы.
Вернера знали как примерного семьянина, обожающего жену и детей. Свободное время и каникулы проводил на горных курортах, где занимался альпинизмом, а в молодые годы катался на коньках. С детских лет коллекционировал марки. В зрелом возрасте увлёкся охотой. В последние годы часто играл с друзьями на бильярде, в шахматы, в карты.

## Премии и награды
- Нобелевская премия по химии (1913)
- Медаль Леблана Французского химического общества
- Большая медаль почёта Индустриального общества Мюлуза
- Почётное звание «офицера народного образования» Министерства народного образования и изящных искусств Франции
- Почётное членство в научных обществах Гёттингена, Эрлангена, Москвы, Лозанны, Лондона, Филадельфии, Вашингтона